# Lưu Quốc Năng
Lưu Quốc Năng (giản thể: 刘国能; phồn thể: 劉國能; bính âm: Liú Guónéng, ? – 1641), xước hiệu là Chàng tháp thiên hay Sấm tháp thiên, người Duyên An, Thiểm Tây, thủ lĩnh khởi nghĩa nông dân cuối đời Minh, về sau quy thuận triều đình.

## Quá trình hoạt động

### Tham gia khởi nghĩa
Năm Sùng Trinh đầu tiên (1628), ông hưởng ứng phong trào khởi nghĩa nông dân, được tiếng là dũng mãnh.
Năm thứ 3 (1630), Quốc Năng soái bộ hạ vượt Hoàng Hà đông tiến vào Sơn Tây, cướp bóc các nơi Kỳ Nam, Hà Bắc.
Mùa đông năm thứ 6 (1633), đánh vào Hà Nam, từ Nội Hương, Tích Xuyên nam hạ Vân, Tương thuộc Hồ Quảng, trên đường phá được mấy tòa thành.
Tháng giêng năm thứ 7 (1634) vào Xuyên, tập kích hạ được Quỳ Châu, ngoặc sang hướng đông, vào địa giới Vân Dương, Hồ Bắc, bị tổng đốc Trần Kỳ Du đánh bại. Quốc Năng đưa quân chạy đến Hán Nam, cùng nhiều thủ lĩnh khác bị vây khốn ở Xa Tương Hạp. Sau khi trá hàng rồi chạy thoát, lại vào Hà Nam, giày xéo Giang Bắc. Quan quân đánh dẹp, ông tránh vào núi Thương Lạc.
Năm thứ 9 (1636), Quốc Năng cùng bọn Lý Tự Thành, "Hạt Tử Khối" từ Vân, Tương đi Hưng An, Hán Trung. Nhằm tránh quan quân của tổng đốc Hồng Thừa Trù, ông lại nam hạ Kinh, Tương, cùng bọn tổng binh Tần Dực Minh dưới quyền Thạch Trụ tuyên phủ sứ Tần Lương Ngọc giao chiến. Mùa đông, cùng bọn "Hạt Tử Khối" 17 doanh dòm ngó Đồng Quan, gặp phải tuần phủ Tôn Truyện Đình phòng thủ rất nghiêm, nên lui về phía nam.
Năm thứ 10 (1637), Quốc Năng đi Giang Bắc, bị quan quân tập kích, chạy về Hoàng Pha, chuyển sang cướp bóc Hà Nam, đánh bại tham tướng Lý Xuân Quý, uy hiếp Khai Phong.

### Đầu hiệu triều đình
Bấy giờ, Hùng Văn Xán nhận lệnh đánh dẹp nghĩa quân, tiến hành chiêu hàng. Quốc Năng cùng Trương Hiến Trung sinh hiềm khích, lo bị ông ta thôn tính; lại thêm bị Tả Lương Ngọc đánh bại, vào tháng 1 năm thứ 11 (1638), bèn đến Tùy Châu đầu hàng Hùng Văn Xán, cho làm Thủ bị, đi theo Tả Lương Ngọc. Không lâu sau, Trương Hiến Trung, La Nhữ Tài cũng hàng, nhưng đều cát cứ một nơi, chỉ có ông là tòng quân chinh chiến, nhiều lần lập công.
Tháng 4 năm thứ 12 (1639), Quốc Năng cùng Tần Lương Ngọc hội sư Nam Dương, đánh bại rồi thu hàng Lý Vạn Khánh. Mùa thu, Trương Hiến Trung, La Nhữ Tài lại nổi dậy, Hùng Văn Xán mệnh cho ông soái bọn Lý Vạn Khánh đi đánh dẹp, bảo vệ Vân Dương. Đến khi Lý Tự Thành xâm nhiễu Hà Nam, Quốc Năng lui về giữ huyện Diệp.
Tháng 9 năm thứ 14 (1641), nghĩa quân Lý Tự Thành bao vây huyện Diệp, Quốc Năng không chống nổi. Thành vỡ, ông bị bắt. Tự Thành rất căm ghét việc Quốc Năng thực sự đầu hàng triều đình, nhưng vẫn nói: "Ngươi là cố nhân của ta, sao không hàng?" Ông biết Tự Thành không tha cho mình, trợn mắt đáp lại: "Ta ban đầu cũng là giặc, nay đã là bề tôi của triều đình, sao lại hàng giặc!" nên bị giết.
Sau khi tin tức truyền về, Sùng Trinh đế ban đặc chiếu miễn tội, truy tặng Tả đô đốc, Đặc tiến Vinh lộc đại phu, xây từ kỷ niệm.